# Nowy Świat (Łódź)
Nowy Świat (pronunciación en polaco: /ˈnɔvɨ ˈɕfjat/ (escucharⓘ)) es un asentamiento ubicado en el distrito administrativo de Gmina Zadzim, dentro del condado de Poddębice, voivodato de Łódź, en el centro de Polonia. Se encuentra a unos 9 kilómetros al este de Zadzim, a 13 kilómetros al sur de Poddębice, y a 34 kilómetros al oeste de la capital regional Łódź.